# Universidade Nacional de General Sarmiento
A Universidade Nacional de General Sarmiento (UNGS) é uma instituição de ensino superior público argentina fundada em 1993. O Campus Universitário da Universidade Nacional de General Sarmiento está localizado na Província de Buenos Aires, no Partido de Malvinas Argentinas, localidade de Los Polvorines.

## Graduação
| - Ciências Humanas - Comunicação - Educação - Cultura e Linguagens Artísticas - Historia - Filosofia - Ciências sociais aplicadas - Administração Pública - Economia Industrial - Economia Política - Estudos Políticos - Política Social - Economia | - Ciências Exatas - Ecologia Urbana - Urbanismo - Matemática - Física - Engenharias - Engenharia Industrial - Engenharia Electromêcanica |

## Unidades
- Instituto de Ciências (ICI)
- Instituto do Conurbano (ICO)
- Instituto do Desenvolvimento Humano (IDH)
- Instituto da Indústria (IdeI)

## Reitores
| Período     | Reitor              |
| ----------- | ------------------- |
| 1993 a 1998 | Roberto Domecq,     |
| 1998 a 2002 | José Luis Coraggio, |
| 2002 a 2006 | Luis Feldman,       |
| 2006 a 2010 | Luis Feldman,       |